# Genoa Cricket and Football Club Waterpolo 1914
Questa voce raccoglie le informazioni riguardanti il Genoa Cricket and Football Club Waterpolo nelle competizioni ufficiali della stagione 1914.

## Stagione
Il Genoa nella stagione 1914, che vide contendersi il titolo cinque società, si aggiudicò il terzo campionato consecutivo.

## Rosa
| N° |                   | Ruolo | Giocatore           |
| -- | ----------------- | ----- | ------------------- |
|    | Italia (bandiera) | P     | Enrico Pasteur      |
|    | Italia (bandiera) |       | Gianbattista Bafico |
|    | Italia (bandiera) |       | Ercole Boero        |
|    | Italia (bandiera) |       | Mario Boero         |

| N° |                   | Ruolo | Giocatore             |
| -- | ----------------- | ----- | --------------------- |
|    | Italia (bandiera) |       | Cangiullo             |
|    | Italia (bandiera) |       | Luigi Achille Olivari |
|    | Italia (bandiera) |       | Enrico Rossi          |